# Münchner Südring
Münchner Südring (Đường vòng phía Nam München) là tên thường được gọi cho một tuyến đường sắt đi qua gần trung tâm, thuộc phần phía nam của thành phố München. Nó kết nối trạm München Ost (Ostbahnhof) với nhà ga chính München (München Hauptbahnhof) và nhà ga lập tàu (tiếng Đức: Rangierbahnhof) Laim.
Trong vận tải hàng hóa, đường vòng phía nam được sử dụng như một đoạn đường trực tiếp giữa Laim và München Đông chạy vòng qua nhà ga chính (Hauptbahnhof) München. Trong vận tải hành khách nó được hầu như tất cả các chuyến tàu xe lửa chạy từ Hauptbahnhof theo hướng Rosenheim hoặc Mülhdorf chạy ngang qua. Chỉ có München S-Bahn chạy giữa Hauptbahnhof và Ostbahnhof trên một tuyến đường riêng biệt, đoạn đường chính của München S-Bahn gọi là Stammstrecke, mà đi ngang qua trung tâm thành phố trong một đường hầm.

## Tuyến đường

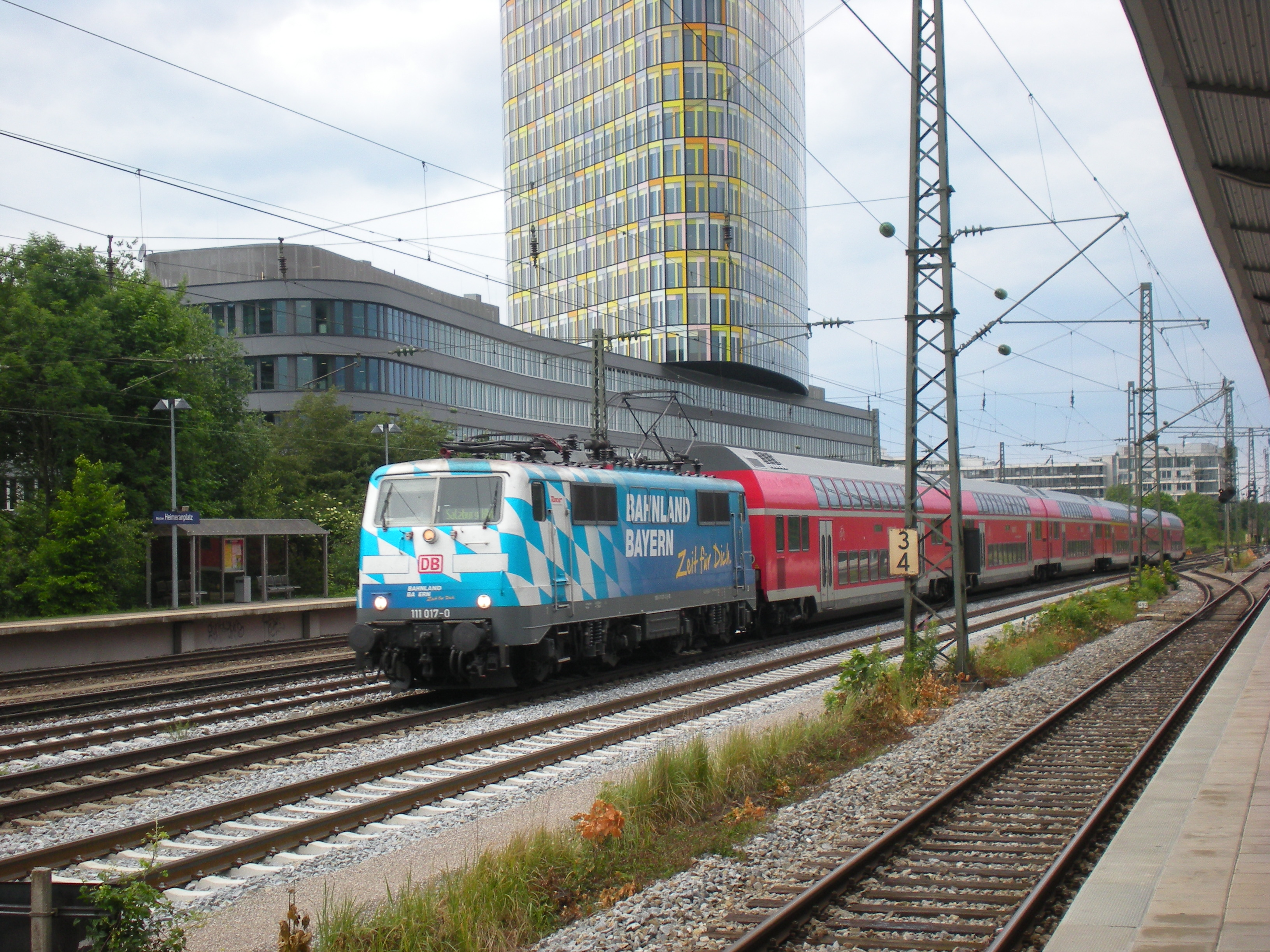
Tàu địa phương nhanh (Regional-Express) từ München tới Salzburg tại nhà ga Heimeranplatz

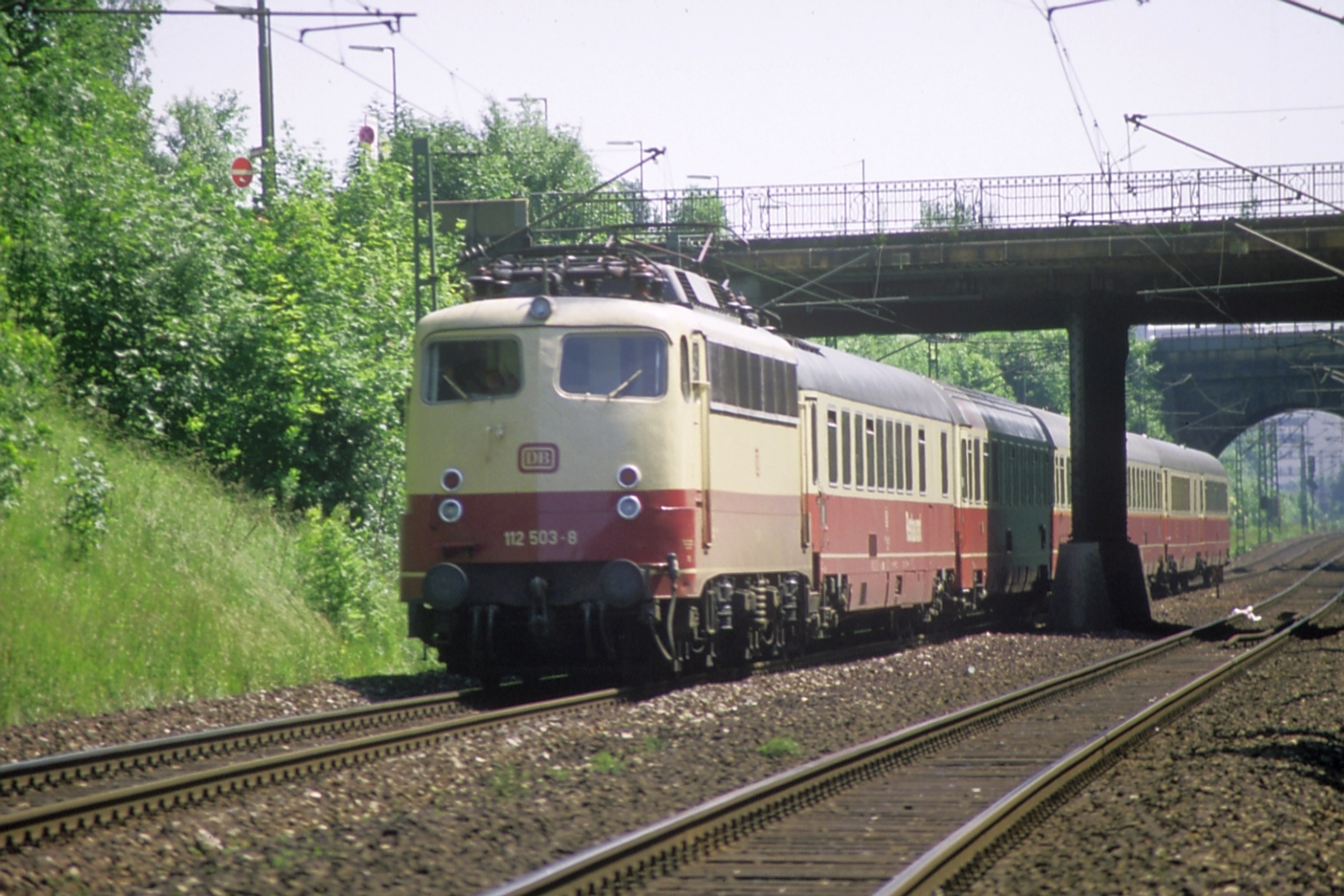
TEE „Rheingold", được kéo bởi một đầu tàu Baureihe 112 1986 trên Münchener Südring

Bắt đầu tại Ostbahnhof Südring chạy theo hướng tây nam khoảng 3 km, sau đó theo đường vòng về phía tây bắc hướng tới cầu đường sắt braunau. Sau khi vượt qua sông Isar nó chạy tới trạm München Süd.
Phía Nam của trạm này có đường sắt dẫn tới Grossmarkthalle và Heizkraftwerk Süd và một số lượng lớn đường để đậu xe lửa.
Tại trạm München Süd có tuyến đường rẽ ra chạy đến nhà ga lập tàu Laim. Tuyến này chạy tới trạm Heimeranplatz song song với tuyến đường đến Hauptbahnhof. Trong một đường hầm đường sắt dài 330 m với bốn đường giữa Radlkofer- và Ganghoferstraße 2 tuyến đường chạy bên dưới hội chợ cũ và tuyến xe lửa từ Solln ở phía nam đến (tuyến đường sắt München-Holzkirchen). Sau khi đi qua trạm S-Bahn Heimeranplatz, một nhánh đi tới Hauptbahnhof, một nhánh tới trạm Laim, và một nhánh nữa đến nhà ga Pasing.